# Jesús Guerrero Guerrero
Jesús Guerrero Guerrero (Barcelona, 12 de noviembre de 1982) es un periodista, escritor y presentador de televisión español.

## Biografía
Nace en Barcelona, el seno de una familia de origen andaluz. Cursa sus primeros estudios en el Colegio Sagrado Corazón pasando a finalizar su bachillerato en el Instituto Mediterráneo. Y será después de esos años de formación, cuando comenzará los estudios universitarios de periodismo hasta concluir que su destino estaba en Madrid.
Inicia su carrera profesional en radio en 1999. Lo que empezó siendo una colaboración de fin de semana, acabó abriéndole las puertas para trabajar en la llamada radio convencional, durante 5 años. Trabajó en el departamento de redacción en diversos programas de Localia Televisión, Punto TV o TeleIdeal. Además de multitud de colaboraciones en otros medios nacionales de prensa escrita, radio, televisión, proyectos de cine y vídeo. También fue presentador de magazines y galas en directo en cadenas de Vocento y presentador de galas y pregalas del certamen de belleza Miss España.
En 2008, salta a las pantallas como copresentador del programa Se llama copla de Canal Sur Televisión, producido por Europroducciones Tv, programa que recibió en noviembre del mismo año, el Premio Ondas al mejor programa regional.
En diciembre de 2011 presenta con Anne Igartiburu y Alberto Herrera, El disco del año en La 1.
El 11 de diciembre de 2012, TVE anunció en la web oficial del programa que presentaría El disco del año por segundo año consecutivo, con Alberto Herrera y María Zabay.
En 2013 creó la emisora de radio 13FM, lo que le lleva a volver a sus inicios trabajando nuevamente en el mundo de la radio fórmula.
En el ámbito empresarial, es fundador y director de Éyone Cosmetics, una empresa dedicada a la elaboración de alta cosmética natural que ofrece a sus clientes productos cosméticos únicos para el cuidado de la piel de alta calidad; elaborados con productos naturales y a partir de una fruta exclusiva como es la Chirimoya, algo completamente innovador e inexistente en el mercado a nivel mundial. Una referencia de primera línea en el mercado de la cosmética natural en España con productos beneficiosos para la salud de la piel.